# Mezinárodní letiště Wu-chan Tchien-che
Mezinárodní letiště Wu-chan Tchien-che (čínsky v českém přepisu Wu-chan Tchien-che Kuo-ťi Ťi-čchang, pchin-jinem Wǔhàn Tiānhé Guójì Jīchǎng, znaky zjednodušené 武汉天河国际机场, tradiční 武漢天河國際機場) je mezinárodní letiště ve Wu-chanu v provincii Chu-pej v Čínské lidové republice. Bylo otevřeno v roce 1995 a v roce 2012 jím prošlo 14 miliónů cestujících, takže patřilo do druhé desítky nejrušnějších čínských letišť.